# San Demetrio Corone
San Demetrio Corone (in Arbëresh, IPA: [ar'bəreʃ]: Shën Mitri) ist eine von Arbëresh (IPA: [ar'bəreʃ]) gegründete italienische Gemeinde in der Provinz Cosenza in Kalabrien mit 3009 Einwohnern (Stand 31. Dezember 2023).
Die Gemeinde San Demetrio Corone (Bashkia e Shën Mitri) unterhält seit 2004 eine Gemeindepartnerschaft (Unione Arbëria) mit anderen vier Arbëresh-Gemeinden in der Provinz Cosenza: Santa Sofia d’Epiro, San Cosmo Albanese, San Giorgio Albanese und Vaccarizzo Albanese.

## Lage und Daten
San Demetrio Corone liegt etwa 55 Kilometer nördlich von Cosenza am rechten Ufer des Flusses Crati. Die Nachbargemeinden sind Acri, Corigliano-Rossano, San Cosmo Albanese, Santa Sofia d’Epiro, Tarsia, Terranova da Sibari und Vaccarizzo Albanese.

## Geschichte
Albanische Flüchtlinge (Arbëresh) besiedelten im Jahre 1471 das Gebiet.

## Sehenswürdigkeiten
Im Ort steht eine byzantinisch-normannische Kirche.